# Naraha
Naraha (楢葉町, Naraha-machi) é uma cidade japonesa localizada na província de Fukushima. Em 2020, a cidade tinha a população estimada em 6.784 habitantes em 2.956 domicílios e uma densidade populacional de 65 pessoas por km², embora o número de habitantes atualmente seja menor. A área total da cidade é 103,64 km². De 2011 até 2015, a cidade foi evacuada devido às consequências do desastre nuclear da Usina Nuclear Fukushima Daiichi. Embora a cidade não tenha sido severamente contaminada pelas consequências, as restrições à residentes foram feitas até setembro de 2015, quando os esforços de limpeza da cidade foram concluídos, permitindo que as pessoas retornassem. Naraha é a primeira de várias cidades próximas à Usina Nuclear de Fukushima Daiichi a ser reaberta aos moradores. Os esforços de reparo e reconstrução estão em andamento em Naraha desde 2016, e vários pontos turísticos da cidade foram reconstruídos.

## Geografia
Naraha está localizada no sul da província de Fukushima, na fronteira com o Oceano Pacífico a leste.

## Municípios vizinhos

### Prefeitura de Fukushima
- Iwaki
- Hirono
- Tomioka
- Kawauchi

## Demografia
De acordo com os dados do censo japonês,  a população de Naraha permaneceu relativamente estável durante os 40 anos anteriores ao desastre nuclear.

## Clima
Naraha tem um clima úmido ( classificação climática de Köppen Cfa ). A temperatura média anual em Naraha é 11.9 °C (53.4 °F) . A precipitação média anual é de 1,371 mm (54.0 in) com setembro como o mês mais chuvoso. A temperatura média do mês de Agosto, o mês mais quente do ano, é de 23.8 °C (74.8 °F), e o menor em janeiro, em torno de 1.3 °C (34.3 °F).

## História
A área da atual Naraha fazia parte da província de Mutsu e foi incluída nas propriedades tenryō do shogunato Tokugawa durante o período Edo no Japão. Após a restauração Meiji, em 1 de abril de 1889, as aldeias de Kido e Tatsuta foram criadas no distrito de Naraha, Fukushima, com o estabelecimento do sistema de municipalidades moderno. O distrito de Naraha tornou-se distrito de Futaba em 1896. As aldeias de Kido e Tatsuta se fundiram em 1956 para formar a cidade de Naraha.

### Sismo e tsunami de 2011
Naraha sofreu grande devastação como resultado do terremoto de 11 de março e do tsunami subsequente. Como resultado do desastre nuclear de Fukushima Daiichi, bem como de problemas com a instalação de resfriamento da Usina Nuclear de Fukushima Daini, a cidade foi totalmente evacuada por ordem do governo local.  Toda a área da cidade estava dentro da zona de exclusão de 20 quilômetros ao redor da Usina Hidrelétrica Fukushima Daiichi. Em 1º de agosto de 2012, o governo flexibilizou a ordem de restrição, permitindo que os residentes visitassem suas casas durante o dia, mas não permitindo pernoites.  Em março de 2014, Naraha concluiu o trabalho de descontaminação em suas áreas residenciais, embora os níveis de radiação permanecessem altos em algumas áreas da cidade e muitos edifícios ainda estivessem em ruínas. Em abril de 2015, os residentes podiam pernoitar se solicitassem permissão, e a ordem de evacuação foi suspensa completamente em 4 de setembro de 2015.   Os esforços de reconstrução da cidade começaram em 2016.
Naraha é listada entre várias cidades vizinhas como uma 'zona especial para reconstrução e revitalização'; enquanto os trabalhos de reparo estão em andamento, vários marcos importantes foram alcançados nos anos seguintes à retirada da ordem de evacuação. Em abril de 2018, as escolas primárias e secundárias da cidade foram reabertas, enquanto em julho o J-Village foi totalmente reformado e aberto ao público. 

## Economia
A economia de Naraha era anteriormente fortemente dependente da agricultura. A usina nuclear de Fukushima Daiichi também foi um grande gerador de empregos na cidade.

## Educação
Naraha tinha duas escolas primárias públicas e uma escola secundária pública em março de 2011.

## Transporte

### Ferrovias
JR Leste - Linha Jōban
- J-Village - Kido – Tatsuta

### Rodovias
- Joban Expressway - Naraha Parking Area e Smart Interchange
- Rota Nacional 6

## Atrações turisticas
Entre outras atrações, Naraha abriga o J-Village, um centro de convenções e treinamento esportivo de última geração que também abriga um hotel, restaurante e banheiro público. A Seleção Argentina de Futebol ficou em J-Village para a Copa do Mundo de 2002. Naraha também abriga um dos cinquenta e sete terminais de ciclismo do Japão e um onsen .

## Cidades fGêmeas
- - Wuchang (China) desde 1992
- - Euclid, Ohio (Estados Unidos) desde 1993.[10]